# U 96 (Kriegsmarine)

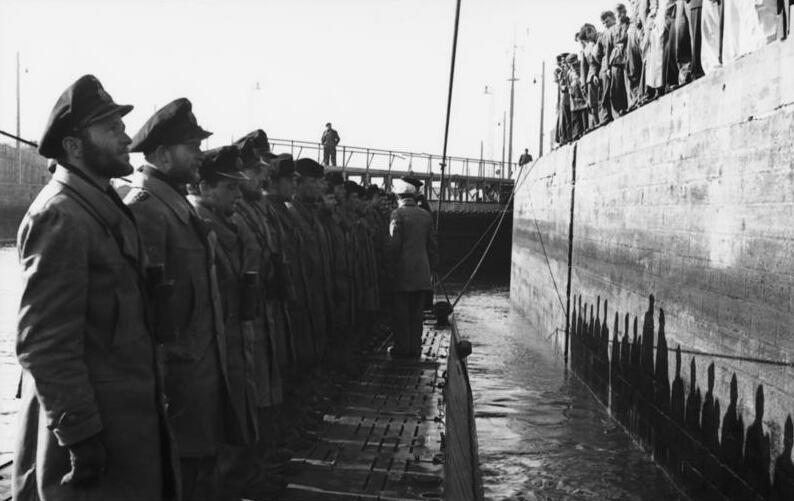
U 96 loopt binnen in Saint Nazaire

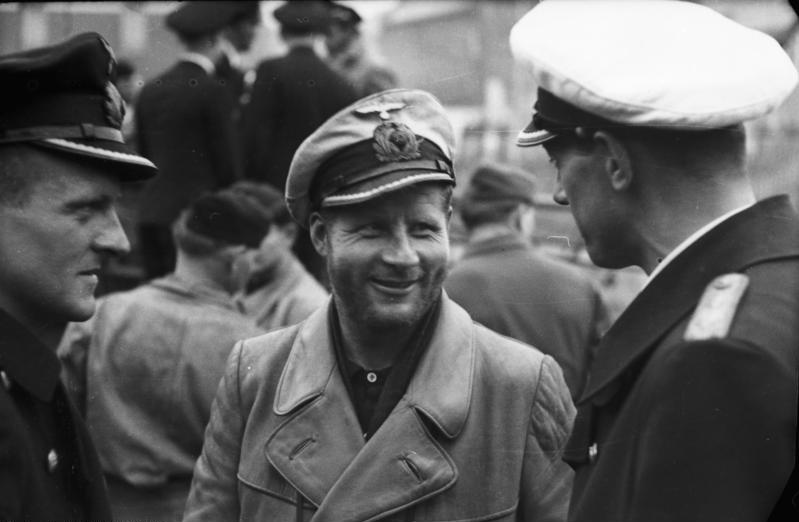
Kapitein Heinrich Lehmann-Willenbrock bij de terugkeer van U 96 naar Saint-Nazaire

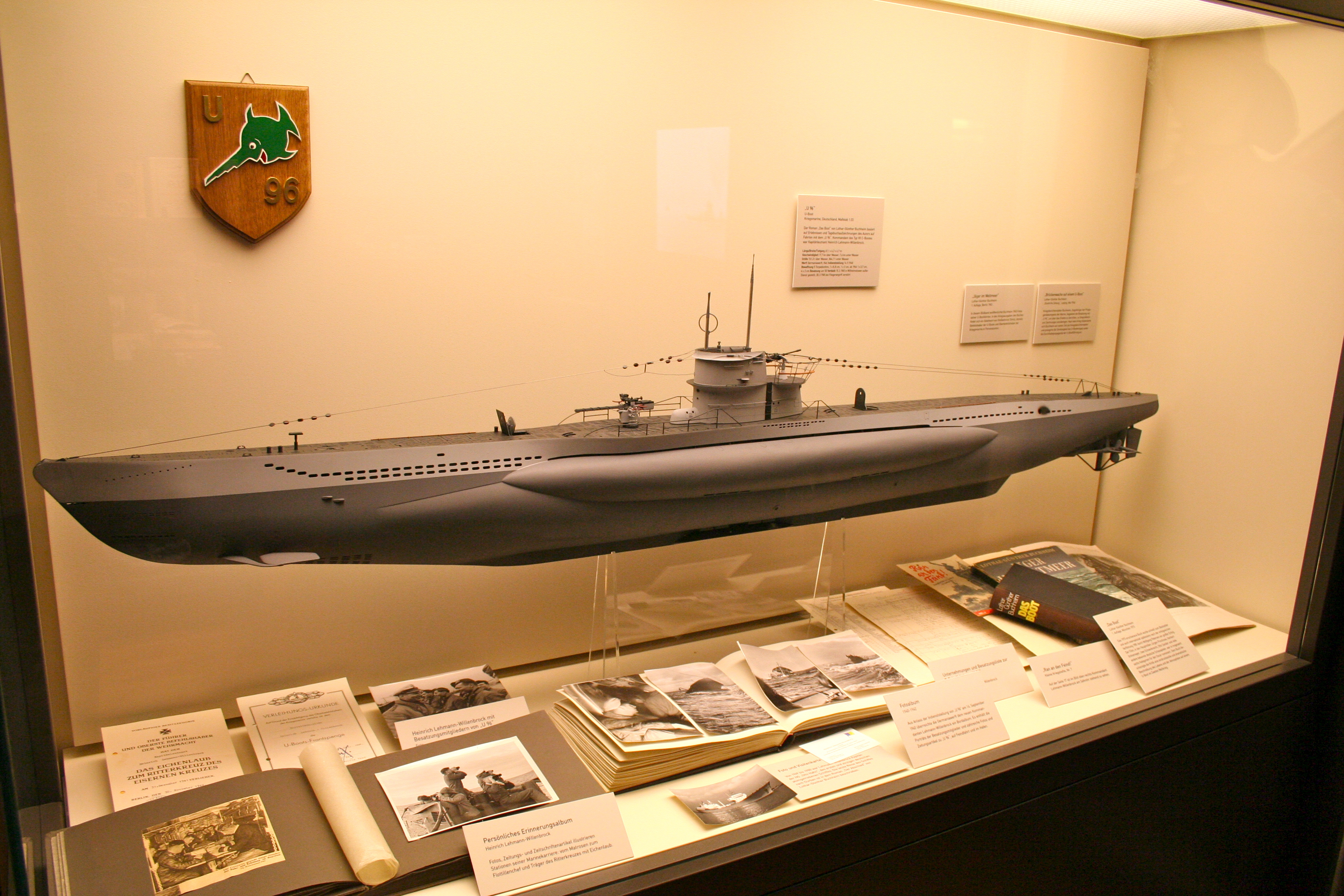
Model van de U 96

Het kenteken op de bovenbouw

De U 96 was een Type VIIC U-boot van de Duitse Kriegsmarine tijdens de Tweede Wereldoorlog. De kiel werd op 16 september 1939 gelegd op de Krupp Germaniawerf te Kiel. Ze werd op 14 september 1940 in dienst gesteld, met Kapitänleutnant Heinrich Lehmann-Willenbrock als commandant. Na drie maanden oefeningen, werd de U 96 half december toegevoegd aan het 7. Unterseebootsflottille in de Franse havenstad Saint-Nazaire. Onder Heinrich Lehmann-Willenbrock voer de U 96 acht patrouilles.
Lehmann-Willenbrock werd in maart 1942 opgevolgd door Oberleutnant-zur-See (Oblt.) Hans-Jürgen Hellriegel. Die werd op zijn beurt in maart 1943 opgevolgd door Oblt. Wilhelm Peters. In februari 1944 werd Oblt. Horst Willner de commandant. Per 1 juli van dat jaar werd de U 96 een opleidingsboot, met Oblt. Robert Rix als commandant. Die bleef aan tot februari 1945.
U 96 voer in totaal elf patrouilles, bracht daarbij 28 schepen tot zinken (in totaal 190.094 ton) en beschadigde vier andere (in totaal 33.043 ton). Op 30 maart 1945 werd de U 96 in Wilhelmshaven door Amerikaanse bommen tot zinken gebracht terwijl ze in een onderzeebootbunker lag. Gedurende zijn hele bestaan was niemand van de bemanning omgekomen.

## Das Boot
In 1941 kwam oorlogscorrespondent Lothar-Günther Buchheim aan boord als oorlogsverslaggever. Hij maakte de zevende patrouille van de U 96 mee. Buchheim had opdracht voor propagandadoeleinden foto's te maken, en een verslag te schrijven over de U-boot en zijn bemanning. Op basis van zijn ervaringen schreef hij later een kort verhaal, "Die Eichenlaubfahrt" ("De eikenbladpatrouille") en de roman Das Boot (1973) die een internationale bestseller werd. Een film naar de roman, onder regie van Wolfgang Petersen, kwam in 1981 uit en werd een internationaal succes.

## Ondergang
De U 96 werd op 30 maart 1945 in Wilhelmshaven tot zinken gebracht door Amerikaanse bommenwerpers.

## Commandanten
- 14 sep, 1940 - 1 apr, 1942: Kptlt. Heinrich Lehmann-Willenbrock (Ridderkruis)
- 28 maart, 1942 - 15 maart, 1943: Oblt. Hans-Jürgen Hellriegel (Ridderkruis)
- 16 maart, 1943 - 30 jun, 1944: Wilhelm Peters[1]
- Feb, 1944 - jun, 1944: Oblt. Horst Willner[2]
- 1 jul, 1944 - feb, 1945: Oblt. Robert Rix[3]

## Trivia
- In 1992 scoorde de Duitse Eurodance-act U96 een hit (nummer 1 in Duitsland, Oostenrijk en Zwitserland) met het nummer Das Boot. Het nummer was een bewerking van de melodie uit de gelijknamige film uit 1981.